# Presentación de grupo
En álgebra abstracta, una presentación es una forma de definir un grupo mediante la especificación de dos conjuntos:
- S, conjunto de los generadores, de modo que todo elemento del grupo pueda expresarse como producto de elementos de S.
- R, conjunto de las relaciones, igualdades entre elementos del grupo.

La presentación de un grupo G suele escribirse en la forma {\displaystyle ~\langle S\mid R\rangle }. En las relaciones en que el segundo miembro de la igualdad sea el elemento neutro del grupo, suele omitirse la igualdad y el elemento neutro. Por ejemplo:
{\displaystyle ~G=<a,b,c,d\mid b^{9},cbcbcb,cbc^{-1}b^{-1}>}
indica que el grupo G está generado por a, b, c, d ; y el conjunto de relaciones nos indica que b9= e, es decir, b es de orden 9, cb es de orden 3, y que c y b conmutan.

## Introducción informal
Llamamos palabra a cualquier producto de elementos del grupo o de sus inversos. Por ejemplo, si x, y, z son elementos de un grupo G, entonces xy, z-1xzz son palabras en el conjunto {x, y, z}.
Diremos que un grupo G está generado por un conjunto S, si es posible describir todo elemento de G como producto de la forma 
x1a1 x2a2 ... xnan
donde todos los xi son elementos de S, y cada ai es un número entero. Es decir, si todo elemento de G puede expresarse como una palabra en S.
Si G no es un grupo libre, muchos de estos productos serán iguales. Será necesario precisar todas estas relaciones a partir de un conjunto R de relaciones básicas de las que se deduzcan las demás,

## Definición
Para definir el concepto de presentación de un grupo, es necesario precisar que significa que una relación se satisface en un grupo dado. Para esto, se recurre a los grupos libres, a través de los cuales se puede representar una relación entre productos de generadores de un grupo como una palabra en el grupo libre. Consideremos, por ejemplo, el conjunto de símbolos {\displaystyle ~X} y el grupo libre sobre {\displaystyle X}, representado por {\displaystyle F_{X}}. Si {\displaystyle p} y {\displaystyle q} son palabras del grupo libre {\displaystyle F_{X}}, entonces la relación {\displaystyle p=q} puede representarse por {\displaystyle pq^{-1}=1}, y convenir en que el lado derecho siempre es {\displaystyle 1} nos permite fijarnos sólo en la palabra {\displaystyle pq^{-1}}. Así, tenemos que toda relación entre los elementos de un grupo pueden expresarse como una palabra de {\displaystyle F_{X}} para cierto conjunto {\displaystyle X}. Puesto que los símbolos de {\displaystyle X} no son los símbolos de un grupo {\displaystyle G}, es necesario "traducirlos" a elementos de {\displaystyle G} mediante una función {\displaystyle f:X\longrightarrow G}, y así podemos decir que una relación de grupo con elementos en un conjunto {\displaystyle X} se satisface en un grupo {\displaystyle G} mediante una función {\displaystyle f} si al interpretar la relación como un producto en {\displaystyle G} (cambiando letras por su imagen por {\displaystyle f}) el resultado es {\displaystyle 1_{G}}, el elemento neutro de {\displaystyle G}.
Dado un conjunto de relaciones {\displaystyle R\subset F_{X}}, siempre es posible definir un conjunto que satisface estas relaciones. Se trata del grupo cociente {\displaystyle F_{X}/N}, donde {\displaystyle N} es el menor subgrupo normal de {\displaystyle F_{X}} que contiene a {\displaystyle R}, llamado clausura normal de {\displaystyle R} (la clausura normal existe, y no es más que el conjunto generado por la clase de conjugación {\displaystyle R^{G}=\{grg^{-1}\mid g\in G{\mbox{ y }}r\in R\}}). En efecto, pues {\displaystyle f} se toma como la proyección canónica {\displaystyle F_{X}\longrightarrow F_{X}/N}, vemos que si {\displaystyle p\in R} entonces {\displaystyle p\in N=\ker f}, y así la palabra {\displaystyle p}, al ser interpretada como producto en {\displaystyle F_{X}/N}, es igual al elemento neutro de {\displaystyle F_{X}/N} y {\displaystyle p} se satisface en {\displaystyle F_{X}/N} para toda {\displaystyle p\in R}. Estas ideas son suficientes para dar la definición de una presentación de grupo:
Se dice que un grupo {\displaystyle G} tiene una presentación {\displaystyle ~\langle X\mid R\rangle }, donde {\displaystyle X} es un conjunto y {\displaystyle R} es un conjunto de palabras del grupo libre {\displaystyle F_{X}} de base {\displaystyle X}, si existe un isomorfismo {\displaystyle G\simeq F_{X}/N}, donde {\displaystyle N} es la clausura normal de {\displaystyle R}.
Si {\displaystyle G} tiene una presentación {\displaystyle ~\langle X\mid R\rangle }, se puede considerar al conjunto {\displaystyle X} como el generador de {\displaystyle G}, y entonces {\displaystyle G} es el mayor grupo libre en {\displaystyle X} en el que las relaciones {\displaystyle R} se satisfacen. La formulación precisa de esta última afirmación es el teorema de von Dyck siguiente:
Teorema (von Dyck): Sea {\displaystyle R} un conjunto de palabras del grupo libre {\displaystyle F_{X}} de base {\displaystyle X}, y {\displaystyle G} un grupo donde se satisfacen todas las relaciones de {\displaystyle R} a través de una aplicación {\displaystyle f:X\to G}. Si {\displaystyle G} es generado por {\displaystyle f(X)}, entonces existe un único epimorfismo {\displaystyle \psi :F_{X}\longrightarrow G} tal que {\displaystyle f=\psi \circ \eta }, donde {\displaystyle N} es la clausura normal de {\displaystyle R} en {\displaystyle F_{X}} y {\displaystyle \eta :X\longrightarrow F_{X}/N} es la restricción de la proyección canónica {\displaystyle \pi :F_{X}\longrightarrow F_{X}/N} a {\displaystyle X}:

El teorema de von Dyck nos dice que, en efecto, un grupo {\displaystyle G} que tiene una presentación {\displaystyle ~\langle X\mid R\rangle } cumple con la propiedad universal que caracteriza a los grupos libres, y así es libre con base {\displaystyle X}. Cuando {\displaystyle H} es un grupo que también satisface las relaciones en {\displaystyle R} y {\displaystyle H=\langle f(X)\rangle } como en el teorema anterior, entonces hay un epimorfismo {\displaystyle \psi :G\longrightarrow H} y así {\displaystyle H} es isomorfo (por el primer teorema de isomorfía) a un grupo cociente de {\displaystyle G} (a saber {\displaystyle G/\ker \psi }), y es en este sentido que el grupo {\displaystyle G} es el mayor grupo libre en {\displaystyle X} que satisface las relaciones en {\displaystyle R}.

## Ejemplos
- Un grupo cíclico de orden n que tiene un único generador (y es isomorfo a {\displaystyle \mathbb {Z} _{n}}), y una presentación

{\displaystyle ~\langle a\mid a^{n}\rangle }.
- Los números enteros {\displaystyle \mathbb {Z} } tienen una presentación

{\displaystyle ~\langle a\mid \varnothing \rangle },
donde el conjunto de relaciones es vacío, de hecho este grupo coincide con un grupo libre de un solo generador. En general, 
{\displaystyle ~\langle X\mid \varnothing \rangle }
es la presentación del grupo libre {\displaystyle ~F_{X}}.
- El grupo de quaterniones generalizados {\displaystyle Q_{n}} tiene la presentación

{\displaystyle ~\langle g,h\mid g^{2^{n-1}}=1,hgh^{-1}=g^{-1},h^{2}=h^{2^{n-2}}\rangle }.
Se trata de un grupo de orden {\displaystyle ~2^{n}}. Para {\displaystyle n=3}, esta presentación nos da el grupo conocido de quaterniones de orden 8.
- Otro ejemplo más complejo es la presentación

{\displaystyle ~\langle A,B\mid (ABA)^{4}=E,ABA=BAB\rangle },
que determina un grupo que es isomorfo a {\displaystyle SL(2,\mathbb {Z} )} un ejemplo de grupo lineal especial.

## Producto libre y producto directo
Si {\displaystyle G} tiene una presentación {\displaystyle ~\langle S\mid R\rangle } y {\displaystyle H} una presentación {\displaystyle ~\langle T\mid Q\rangle } con {\displaystyle S} y {\displaystyle T} disjuntos, entonces el producto libre {\displaystyle G\ast H} tiene una presentación {\displaystyle ~\langle S,T\mid R,Q\rangle }.
Si {\displaystyle G} tiene una presentación {\displaystyle ~\langle S\mid R\rangle } y {\displaystyle H} una presentación {\displaystyle ~\langle T\mid Q\rangle } con {\displaystyle S} y {\displaystyle T} disjuntos, entonces el producto directo de {\displaystyle G} y {\displaystyle H} tiene una presentación {\displaystyle ~\langle S,T\mid R,Q,[S,T]\rangle }, donde {\displaystyle [S,T]} representa las relaciones necesarias para que todo elemento de {\displaystyle S} conmute con todo elemento de {\displaystyle T}.